# CV Bootis
CV Bootis (CV Boo / BD+37 2641 / TYC 2570-843-1) es una estrella variable en la constelación de Bootes situada a 844 años luz del sistema solar.
Visualmente se encuentra a 32 minutos de arco al sureste de Alkalurops (μ Bootis).

## Sistema estelar
CV Bootis es una binaria eclipsante con un período orbital de 0,847 días.
Su brillo varía entre magnitud aparente +10,65 y +11,48.
Sus componentes son dos enanas amarillas de tipo espectral G3V y G5V respectivamente.
En el eclipse principal el brillo de esta binaria disminuye 0,80 magnitudes.

## Características de las componentes
La estrella G3V es la componente más luminosa —un 58% más que el Sol— y tiene una temperatura efectiva de 5760 ± 150 K.
Es un 3% más masiva que el Sol y, con un radio de 1,26 radios solares, gira sobre sí misma con una velocidad de rotación de al menos 71 km/s.
Su acompañante tiene una temperatura de 5670 ± 150 K.
Es un 28% más luminosa que el Sol y tiene una masa de 0,97 masas solares.
Su radio es un 17% más grande que el del Sol y su velocidad de rotación proyectada es de 67 km/s.
Son estrellas viejas finalizando su etapa en la secuencia principal, siendo su edad estimada 10.000 millones de años
Existe una discrepancia significativa en el tamaño de la componente secundaria, que es un 10% mayor del que cabría esperar de acuerdo a los modelos de evolución estelar.
Esta diferencia —observada también en otras binarias eclipsantes como V1061 Cygni y UV Piscium— se suele explicar por la existencia de fuertes campos magnéticos asociados con actividad cromosférica, los cuales tienden a inhibir los movimientos de convección; la estructura de la estrella se ajustaría incrementando su tamaño, de manera que su superficie radiara la misma cantidad de energía.